# Matthias Reichwald

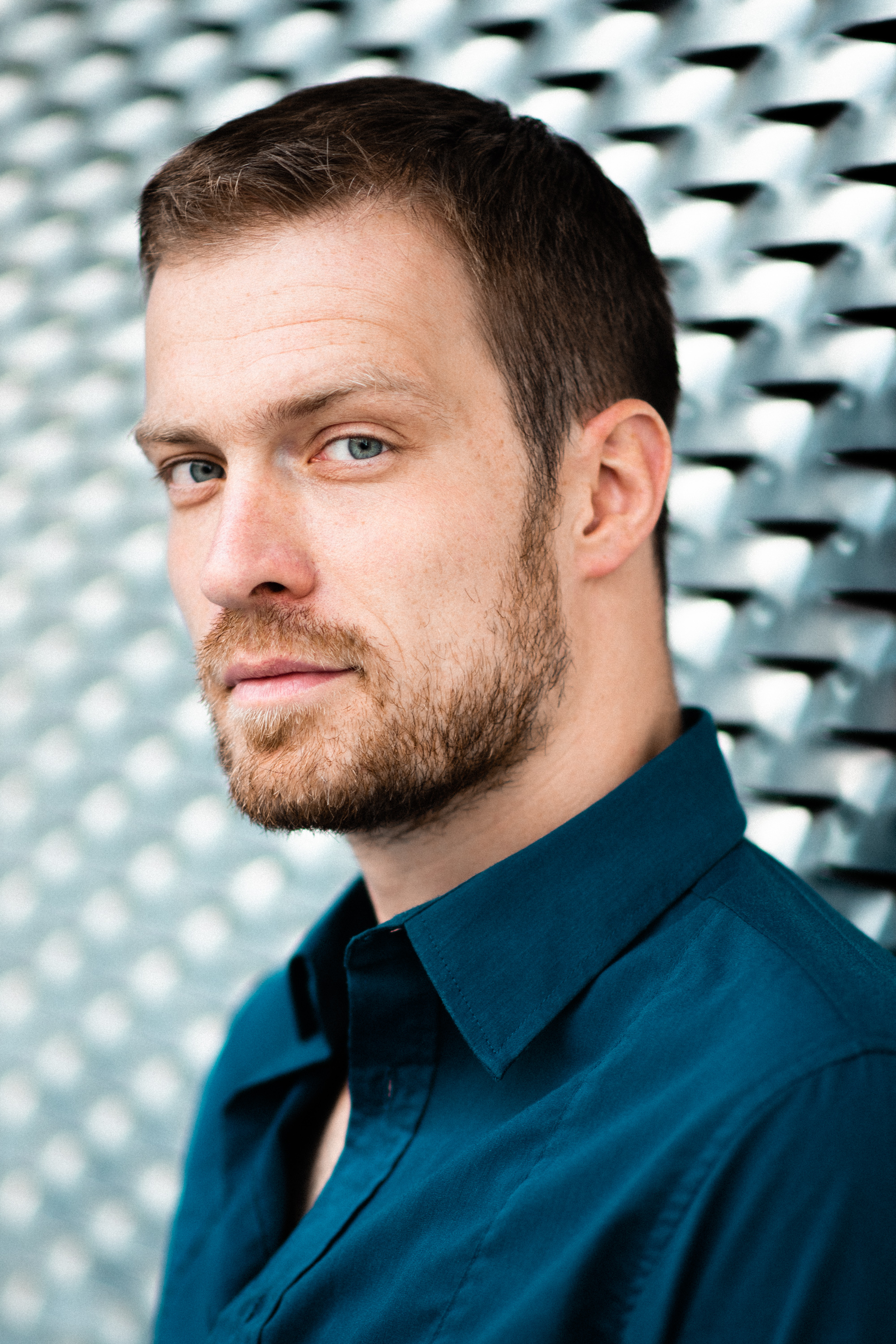
Matthias Reichwald (2016)

Matthias Reichwald (* 1981 in Magdeburg) ist ein deutscher Schauspieler und Theaterregisseur.

## Leben
Reichwald studierte zwischen 2001 und 2005 Schauspiel an der Hochschule für Schauspielkunst „Ernst Busch“ Berlin. Von 2005 bis 2009 war er Ensemblemitglied und Regisseur am Deutschen Nationaltheater Weimar. Hier inszenierte er neben mehreren Kinderstücken unter anderem Strindbergs Fräulein Julie, Tag der Gnade von Neil LaBute, Tschechows
Drei Schwestern und Shakespeares Romeo und Julia.
Außerdem arbeitete Reichwald unter anderem an den Freien Kammerspielen Magdeburg, am Theater Junge Generation in Dresden, dem Thalia Theater in Halle (Saale), am Opernhaus Zürich sowie in Berlin an der Schaubühne am Lehniner Platz, dem Maxim-Gorki-Theater und dem Deutschen Theater. Zur Spielzeit 2009/10 wechselte Reichwald an das Staatsschauspiel Dresden. Hier inszenierte er 2013 zusammen mit dem Autor Tobias Rausch die Stückentwicklung „Weiße Flecken“ zum Thema Demenz sowie 2016 im Schauspielhaus Lindgrens Mio, mein Mio.
Matthias Reichwald war mehrmals zum Theatertreffen in Berlin eingeladen und erhielt 2011 eine Nominierung zum Schauspieler des Jahres. Neben der kontinuierlichen Zusammenarbeit mit dem Regisseur Tilmann Köhler arbeitete er unter anderem mit Dimiter Gotscheff, Armin Petras, Roger Vontobel, Wolfgang Engel, Sebastian Baumgarten, Jan-Christoph Gockel, Tom Kühnel, Friederike Heller, Lily Sykes, Daniela Löffner und Nora Schlocker zusammen.
2022 inszenierte Reichwald an der Staatsoperette Dresden das Revuestück Zwei Krawatten von Mischa Spoliansky. 2024 hatte am gleichen Haus seine Inszenierung von Giacomo Puccinis La Bohème Premiere. Am Deutschen Theater Göttingen war er 2020 für die Regie von Der eingebildete Kranke verantwortlich. 2021 folgte dann Hiob von Joseph Roth sowie 2024 Zwei Herren von Real Madrid von Leo Meier.
Seit dem Wintersemester 2009/10 ist Reichwald als Lehrbeauftragter für Schauspiel an der Hochschule für Musik und Theater „Felix Mendelssohn Bartholdy“ Leipzig tätig. Im März 2015 übernahm er zudem einen Lehrauftrag an der Hochschule für Musik Carl Maria von Weber Dresden.
Neben seiner Tätigkeit für Film und Fernsehen arbeitet er immer wieder auch als Theaterregisseur, unter anderem am Theater Magdeburg, an der Oper Leipzig am Theater Rudolstadt sowie am Mozarteum in Salzburg. Für das Theater Regensburg inszenierte er 2014 Die Zauberflöte, 2017 Un ballo in maschera, 2018 Don Giovanni sowie 2019 Der Freischütz; außerdem entwickelte er dort 2016 das Mehrspartenprojekt Iphigenie - Triumph & Trauma nach Euripides und Christoph Willibald Gluck.
Zur Spielzeit 2024/2025 wurde Reichwald leitender Regisseur an der Staatsoperette Dresden. Parallel dazu blieb er fest im Ensemble des Staatsschauspiels Dresden.
Reichwald ist verheiratet und wohnt mit seiner Frau und vier Kindern in Dresden. Er spielt Klavier, seine Stimmlage ist Bass.

## Theaterstücke (Auswahl)
- Hamlet, Rolle: Claudius (Maxim Gorki Theater)
- Don Carlos, Rolle: Marquis von Posa (Staatsschauspiel Dresden)
- Der Kaufmann von Venedig, Rolle: Shylock, ein Jude (Staatsschauspiel Dresden)
- Die heilige Johanna der Schlachthöfe, Rolle: Mauler (Staatsschauspiel Dresden)
- Die Räuber, Rolle: Karl Moor (Staatsschauspiel Dresden)
- Die Räuber, Rolle: Franz Moor (Deutsches Nationaltheater Weimar)
- Krankheit der Jugend, Rolle: Freder (Deutsches Nationaltheater Weimar)
- Othello, Rolle: Othello (Deutsches Nationaltheater Weimar)
- Romeo und Julia, Rolle: Romeo (Thalia Theater Halle)
- King Arthur, Rolle: King Arthur (Staatsschauspiel Dresden)
- Penthesilea, Rolle: Achilles (Nationaltheater Weimar)
- Faust. Eine Tragödie., Rolle: Faust / Mephisto (Nationaltheater Weimar)
- Drei Schwestern, Rolle: Werschinin (Staatsschauspiel Dresden)
- Der Meister und Margarita, Rolle: Volant (Satan) / Pontius Pilatus (Staatsschauspiel Dresden)
- Der Kirschgarten, Rolle: Lopachin (Staatsschauspiel Dresden)
- Hamletmaschine, Rolle: Hamlet 2 (Opernhaus Zürich)
- Hexenjagd, Rolle: John Proctor (Staatsschauspiel Dresden)
- Parole Kästner, Rolle: Erich Kästner (Staatsschauspiel Dresden)
- Ein Sommernachtstraum, Rolle: Oberon / Theseus (Staatsschauspiel Dresden)
- Amphitryon, Rolle: Jupiter / Amphitryon (Staatsschauspiel Dresden)
- Das Leben ist Traum, Rolle: Sigmund (Staatsschauspiel Dresden)

## Filmografie
- 2005: Zu schön für mich, Regie: Karola Hattop
- 2008: Werther, Regie: Uwe Janson
- 2009: Notruf Hafenkante: Knockout, Regie: Oren Schmuckler
- 2009: Liebe Mauer, Regie: Peter Timm
- 2013: Tatort: Dinge, die noch zu tun sind, Regie: Claudia Garde
- 2015: Tatort: Freddy tanzt, Regie: Andreas Kleinert
- 2018: Der Kriminalist: Die Richterin, Regie: Filippos Tsitos
- 2018: Tatort: Nemesis, Regie: Stephan Wagner
- 2022: Lauchhammer – Tod in der Lausitz, Regie: Till Franzen
- 2021 Munich Games (Sky-Serie), Regie: Philipp Kadelbach
- 2023: Unter anderen Umständen: Mütter und Söhne, Regie: Gunnar Fuss
- 2025: Tatort: Vier Leben, Regie: Mark Monheim